# Пюивер (Од)
Пюиве́р (фр. Puivert) — коммуна во Франции, находится в регионе Лангедок — Руссильон. Департамент коммуны — Од. Входит в состав кантона Шалабр. Округ коммуны — Лиму.
Код INSEE коммуны — 11303.

## Население
Население коммуны на 2008 год составляло 508 человек.
| 1962 | 1968 | 1975 | 1982 | 1990 | 1999 | 2008 |
| ---- | ---- | ---- | ---- | ---- | ---- | ---- |
| 645  | 683  | 551  | 552  | 467  | 410  | 508  |

## Экономика
В 2007 году среди 281 человек в трудоспособном возрасте (15—64 лет) 171 были экономически активными, 110 — неактивными (показатель активности — 60,9 %, в 1999 году было 76,2 %). Из 171 активных работали 150 человек (76 мужчин и 74 женщины), безработных было 21 (6 мужчин и 15 женщин). Среди 110 неактивных 15 человек были учениками или студентами, 53 — пенсионерами, 42 были неактивными по другим причинам.

## Достопримечательности
- Замок Пюивер, древняя крепость катаров
- Церковь
- Музей Куэркор (искусство, обычаи, средневековые музыкальные инструменты)

## Фотогалерея

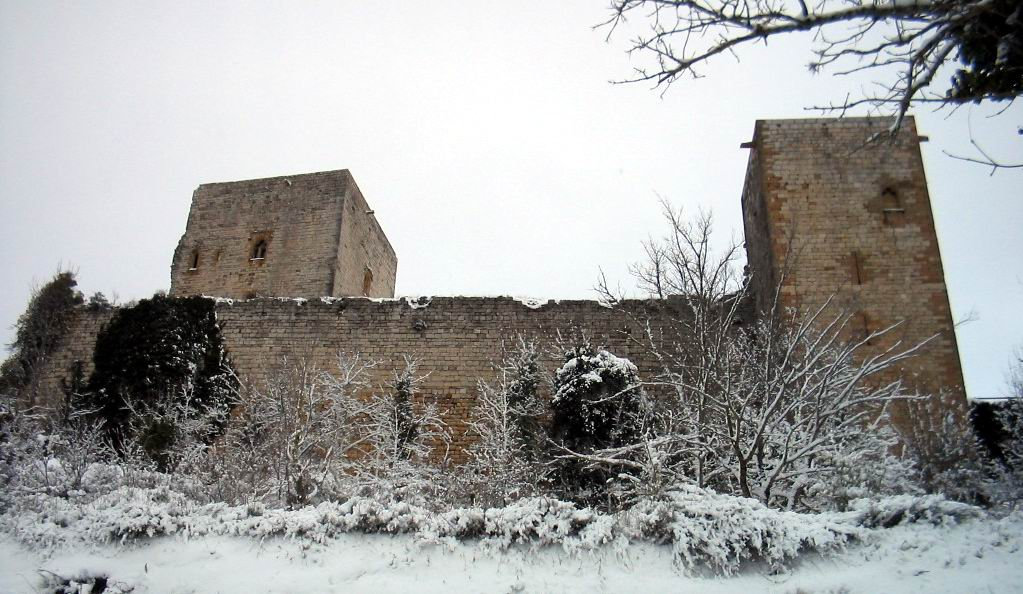
Замок Пюивер
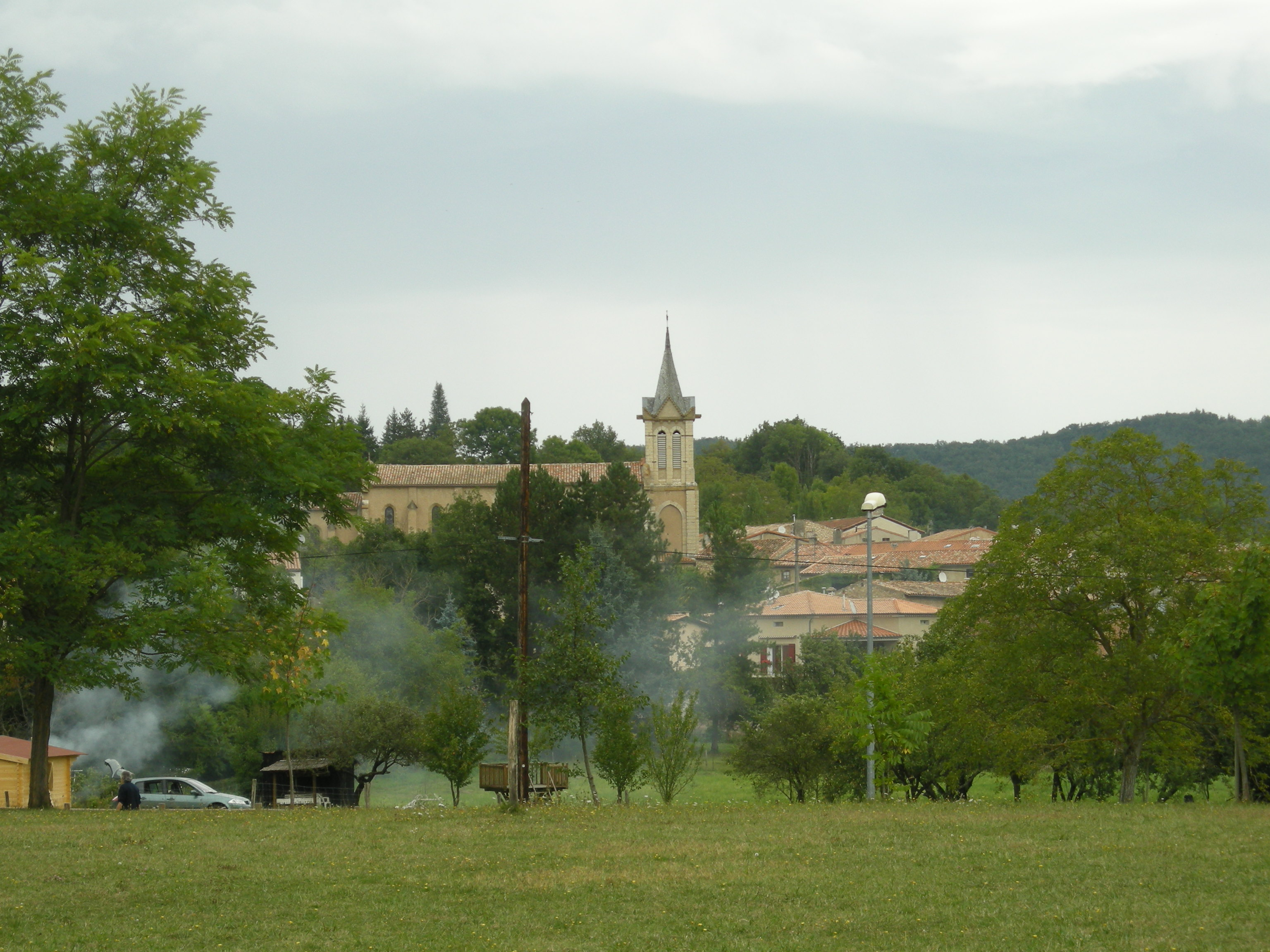
Церковь
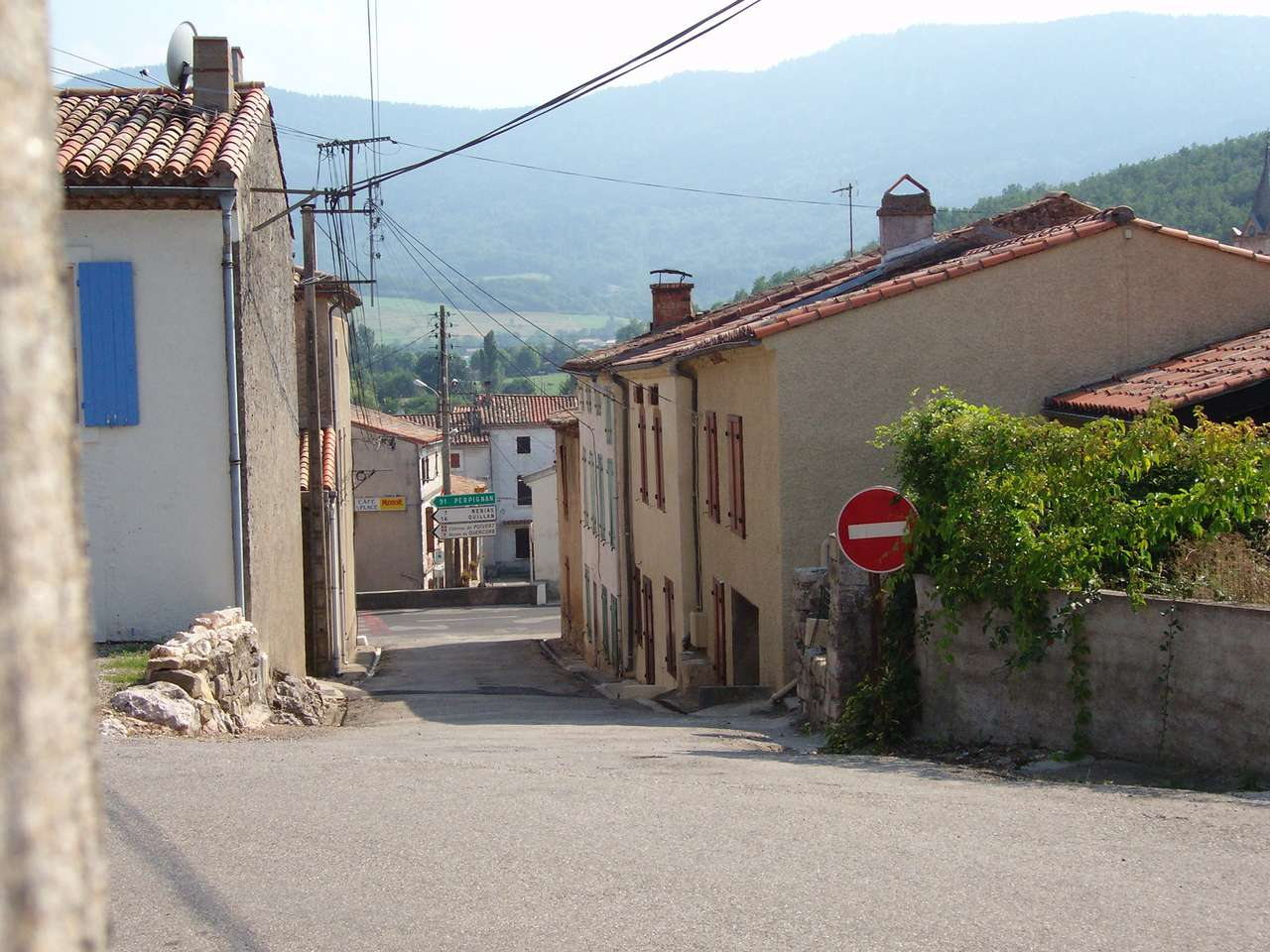
Пюивер